# Максиміліано Пруденсано
Максиміліа́но Даніє́ль Пруденса́но (ісп. Maximiliano Daniel Prudenzano; нар. 31 березня 1991, Мендоса, провінція Мендоса) — аргентинський борець греко-римського стилю, чемпіон та дворазовий срібний призер чемпіонатів Південної Америки, срібний та триразовий бронзовий призер Панамериканських чемпіонатів.

## Життєпис
Боротьбою почав займатися з 2008 року. У 2011 році став Панамериканським чемпіоном серед юніорів.
Тренер — Ерік Леон (з 2008).

## Спортивні результати на міжнародних змаганнях

### Виступи на Чемпіонатах світу
| Змагання                        | Збірна    | Вагова категорія                 | Місце |
| ------------------------------- | --------- | -------------------------------- | ----- |
| Чемпіонат світу з боротьби 2014 | Аргентина | греко-римська боротьба, до 75 кг | 27    |

### Виступи на Панамериканських чемпіонатах
| Змагання                                   | Збірна    | Вагова категорія                 | Місце  |
| ------------------------------------------ | --------- | -------------------------------- | ------ |
| Панамериканський чемпіонат з боротьби 2011 | Аргентина | греко-римська боротьба, до 74 кг | 10     |
| Панамериканський чемпіонат з боротьби 2012 | Аргентина | греко-римська боротьба, до 74 кг | Бронза |
| Панамериканський чемпіонат з боротьби 2013 | Аргентина | греко-римська боротьба, до 74 кг | 5      |
| Панамериканський чемпіонат з боротьби 2014 | Аргентина | греко-римська боротьба, до 75 кг | Бронза |
| Панамериканський чемпіонат з боротьби 2015 | Аргентина | греко-римська боротьба, до 75 кг | Бронза |
| Панамериканський чемпіонат з боротьби 2016 | Аргентина | греко-римська боротьба, до 80 кг | Срібло |

### Виступи на Панамериканських іграх
| Змагання                  | Збірна    | Вагова категорія                 | Місце |
| ------------------------- | --------- | -------------------------------- | ----- |
| Панамериканські ігри 2015 | Аргентина | греко-римська боротьба, до 75 кг | 5     |

### Виступи на Чемпіонатах Південної Америки
| Змагання                                    | Збірна    | Вагова категорія                 | Місце  |
| ------------------------------------------- | --------- | -------------------------------- | ------ |
| Чемпіонат Південної Америки з боротьби 2013 | Аргентина | греко-римська боротьба, до 74 кг | Срібло |
| Чемпіонат Південної Америки з боротьби 2014 | Аргентина | греко-римська боротьба, до 85 кг | Золото |
| Чемпіонат Південної Америки з боротьби 2015 | Аргентина | греко-римська боротьба, до 80 кг | Срібло |

### Виступи на інших змаганнях
| Змагання                                                               | Збірна    | Вагова категорія                 | Місце  |
| ---------------------------------------------------------------------- | --------- | -------------------------------- | ------ |
| Гран-прі Іспанії з боротьби 2011                                       | Аргентина | греко-римська боротьба, до 74 кг | 20     |
| Олімпійський кваліфікаційний турнір з боротьби 2012 (Кіссіммі-Орландо) | Аргентина | греко-римська боротьба, до 74 кг | 7      |
| Олімпійський кваліфікаційний турнір з боротьби 2012 (Гельсінкі)        | Аргентина | греко-римська боротьба, до 74 кг | 23     |
| Cerro Pelado International 2013                                        | Аргентина | греко-римська боротьба, до 74 кг | 9      |
| Кубок Вантаа з боротьби 2013                                           | Аргентина | греко-римська боротьба, до 74 кг | 9      |
| Кубок Бразилії з боротьби 2013                                         | Аргентина | греко-римська боротьба, до 84 кг | Срібло |
| Trophee Milone 2015                                                    | Аргентина | греко-римська боротьба, до 80 кг | Золото |
| Гран-прі Загреба з боротьби 2016                                       | Аргентина | греко-римська боротьба, до 80 кг | 10     |
| Олімпійський кваліфікаційний турнір з боротьби 2016 (Фріско)           | Аргентина | греко-римська боротьба, до 75 кг | Бронза |

### Виступи на змаганнях молодших вікових груп
| Змагання                                                 | Збірна    | Вагова категорія                 | Місце  |
| -------------------------------------------------------- | --------- | -------------------------------- | ------ |
| Панамериканський чемпіонат з боротьби серед юніорів 2009 | Аргентина | греко-римська боротьба, до 74 кг | 4      |
| Панамериканський чемпіонат з боротьби серед юніорів 2009 | Аргентина | вільна боротьба, до 74 кг        | 5      |
| Панамериканський чемпіонат з боротьби серед юніорів 2011 | Аргентина | греко-римська боротьба, до 74 кг | Золото |
| Чемпіонат світу з боротьби серед юніорів 2011            | Аргентина | греко-римська боротьба, до 74 кг | 27     |